# Rebelde Way (série télévisée, 2002)
Cet article concerne la série télévisée argentin. Pour la série télévisée portugaise, voir Rebelde Way.
Pour les articles homonymes, voir Rebelde.
Rebelde Way est un feuilleton télévisé argentin en 318 épisodes de 50 minutes, créé par Cris Morena, livre écrit par Patricia Maldonado et diffusé entre le 27 mai 2002 et le 18 décembre 2003 sur Canal 9, puis sur América TV.
Ce feuilleton est inédit dans tous les pays francophones. Cependant, il est disponible sur YouTube en VOSTFR.

## Synopsis

### Saison 1 (2002)
L'Elite Way School est un internat secondaire de Buenos Aires, de prestige international. C'est pour cette raison que son règlement est très stricte. Pendant la matinée, du lundi au vendredi, les élèves ont cours, et les après-midis, ils se dédient à des cours pour se perfectionner, au sport et à la vie sociale agitée, propre aux adolescents. La majorité des élèves sont les enfants des familles les plus riches du pays, pendant que les autres sont des boursiers, raison pour laquelle ils sont discriminés par les étudiants plus aisés et en conséquence, sont mis dans la ligne de mire de la "Logia", une obscure organisation clandestine chargée de compliquer la vie aux boursiers qui osent défier les habitudes et les règles de l'Elite Way School. Les étudiants savent que la "Logia" existe mais la majorité des adultes considère que ce n'est rien de plus qu'un mythe.
Malgré les différences et les disputes qui existent entre Marizza Pía Spirito (Camila Bordonaba), Mia Colucci (Luisana Lopilato), Manuel Aguirre (Felipe Colombo (es)), Pablo Bustamante (Benjamín Rojas), ceux-ci forment un groupe musical sans que leurs parents et les professeurs le sachent, étant donné que la musique est la seule chose qu'ils ont en commun. Grâce à celle-ci, mes quatre arriveront à se sentir libres au beau milieu d'un environnement rempli de peur, d'hypocrisie, de matérialisme, de limites, d'absences et de dysfonctionnement, autant avec leurs parents que dans l'Elite Way en lui-même. Avec leurs camarades de troisième année, Nicolás Provenza, Tomás Ezcurra, Luna Fernández, Guido Lassen, Victoria Paz, Felicitas Mitre, Luján Linares, Marcos Soria Aguilar, Pilar Dunoff, Belén Menéndez Pacheco, Lucia Fernanda Peralta Ramos, Federico, Diego Urcola et Sebastián Ibarra, qui se révolteront devant les injustices qu'ils vivent, et avec le soutien du professeur Santiago Mansilla réussiront à résoudre les diverses situations qu'ils rencontreront.

### Saison 2 (2003)
Les élèves de troisième année sont maintenant en quatrième. De nouveaux élèves intègrent l'Elite Way School. Laura, Dolores, Sol, Francisco et Rocco. Parmi les professeurs, Carmen Menéndez, professeure de littérature et ex-élève de l'Elite Way School, où elle s'est toujours sentie discriminée par son manque de beauté.
Marizza, de son côté, arrive à canaliser sa rébellion à travers une tâche solidaire, grâce à l'apparition de Martín Andrade, un nouveau professeur qui lie des liens avec elle. En réalité, Andrade n'est pas un professeur, mais il fait semblant de l'être pour être près d'elle, parce qu'il est son père. Quand Marizza l'apprend, elle souffre d'une grande déception car jusque là, elle n'avait jamais su la vérité.
Le groupe se réunit à nouveau, mais cette fois ils ne se contentent pas de chanter dans la clandestinité. Le sentiment pour le groupe est si fort qu'ils luttent pour celui-ci et vont de l'avant. Ils se rendent compte que l'"extérieur" n'est pas l'ennemi le plus fort. Ce qui va contre l'union du groupe sont eux-mêmes. Au milieu de cette réalité, les jeunes devront affronter et survivre à la bataille la plus difficile : celle de forger leur destin et atteindre leurs rêves sans cesser d'être eux-mêmes.

## Distribution

### Distribution et personnages
| Personnage                  | Acteur/Actrice       | Rôle                             | Saison 1 / 2       |
| --------------------------- | -------------------- | -------------------------------- | ------------------ |
| Mia Colucci Cáceres         | Luisana Lopilato     | Élève                            | Principal          |
| Pablo Bustamante            | Benjamín Rojas       | Élève                            | Principal          |
| Marizza Pía Spirito/Andrade | Camila Bordonaba     | Élève                            | Principal          |
| Manuel Aguirre              | Felipe Colombo (es)  | Élève                            | Principal          |
| Sonia Rey                   | Catherine Fulop      | Mère de Marizza                  | Principal          |
| Santiago Mansilla           | Fernán Miras         | Professeur d'éthique             | Principal / Absent |
| Marcel Dunoff               | Arturo Bonín         | Directeur/Père de Pilar          | Principal          |
| Franco Colucci              | Martín Seefeld       | Père de Mia                      | Principal          |
| Sergio Bustamante           | Boy Olmi (es)        | Père de Pablo                    | Principal          |
| Mora Ortiz                  | Paula Pourtale       | Mère de Pablo                    | Principal / Absent |
| Luna Fernández              | Georgina Mollo       | Élève                            | Principal / Absent |
| Guido "Café" Lassen         | Diego Mesaglio       | Élève                            | Principal          |
| Victoria "Vico" Paz         | Victoria Maurette    | Élève                            | Principal          |
| Felicitas "Feli" Mitre      | Ángeles Balbiani     | Élève                            | Principal          |
| Luján Linares/Colucci Rey   | Jazmín Beccar Varela | Élève                            | Principal          |
| Marcos Soria Aguilar        | Diego García         | Élève                            | Principal          |
| Nicolás "Nico" Provenza     | Guillermo Santa Cruz | Élève                            | Principal / Absent |
| Tomás Ezcurra               | Jorge "Coco" Maggio  | Élève                            | Principal          |
| Pilar Dunoff                | Micaela Vázquez      | Élève                            | Principal          |
| Rocco Fuentes Echagüe       | Piru Sáez            | Élève                            | Absent / Principal |
| Laura Arregui               | Muni Seligmann       | Élève                            | Absent / Principal |
| Dolores "Lola" Arregui      | Lis Moreno           | Élève de 2e année, sœur de Laura | Absent / Principal |
| Sol Rivarola                | Inés Palombo         | Élève                            | Absent / Principal |
| Francisco Blanco            | Francisco Bass       | Élève, cousin de Tomás           | Absent / Principal |
| Agustina "Agus" Laumann     | Paola Sallustro      | Élève de 2e année                |                    |

## Saisons et épisodes
| Saison | Épisodes | Lancement Original Première émission / dernière émission |
| ------ | -------- | -------------------------------------------------------- |
| 1      | 139      | 27 mai 2002 / 5 décembre 2002                            |
| 2      | 179      | 10 mars 2003 / 18 décembre 2003                          |

## Protagonistes
- Marizza Pía Spirito/Andrade : Marizza est la fille de Sonia Rey, la vedette la plus importante du pays. Pour cette raison, elle ressent que les gens ne la voient pas pour elle mais pour sa mère. À cause de ça, elle maltraite sa mère et essaie toujours de lui chercher des défauts, qui par conséquent fait que sa relation avec Sonia n'est pas la meilleure. Elle est contre les injustices et lutte contre quoi que ce soit tant que c'est pour défendre ses amis. Elle déteste les gens qui se prennent de haut et qui se croient supérieurs à cause de l'argent qu'ils ont. C'est pour cette raison qu'en arrivant à l'école, elle a une certaine rivalité avec Pablo Bustamante (qui elle appelle "faux He-man") qui, selon elle, est "la représentation de tout ce qu'elle déteste". Mais en le connaissant un peu plus, elle se rend compte que le comportement de Pablo est surtout dû à son père et commence à tomber amoureuse de lui.

- Pablo Bustamante : Il est le fils du maire de Buenos Aires, Sergio Bustamante. Agit de manière corrompue et veut tout gagner à n'importe quel prix (comme son père), Pablo est réellement passionné par la musique, profession à laquelle son père s'oppose. Il est l'un des élèves les plus convoités de l'Elite Way School, tout comme Mia, et au début il a une certaine rivalité avec Marizza Pía Spirito, qui peu à peu va devenir la personne qui lui met les pieds sur terre et l'aide à combattre les agressions de son père. Ses meilleurs amis sont Tomás et Guido. Au début, étant l'un des garçons les plus beaux de l'école, il était promis à Mia, avec qui il a seulement maintenu une belle amitié. Il a été le copain de Vico, Paula, Vero, Lola, Consuelo et Sol, cependant, Marizza a toujours été son amour inconditionnel.
- Mia Colucci : c'est le personnage de Pablo en féminin, une « fille à papa » très populaire. Fille d'un homme d'affaires très célèbre, Franco Collucci, elle reste un peu traumatisée par la mort de sa mère.

- Manuel Aguirre : adolescent plus vieux que les autres il vient du Mexique où il a passé toute son enfance. Il vient à Buenos Aires dans le but de venger son père qui s'est suicidé, et le responsable se trouve être à Buenos Aires.

## Commentaires
En 2004, ce feuilleton a donné lieu à une adaptation mexicaine intitulée Rebelde.
Un groupe musical a aussi été créé, Erreway (es), réunissant les quatre acteurs principaux de la série. Ce groupe est l'auteur de trois albums et d'un best of. Séparé depuis 2004, le groupe s'est reformé en décembre 2006 pour effectuer une tournée en Espagne qui a connu un grand succès.
Le groupe Erreway s'est officiellement remis ensemble en décembre 2006. Seule Luisana Lopilato a décidé de ne pas revenir.
Le groupe annonce sa séparation définitive fin 2007.
Par la suite en 2008, en Europe, après l'Espagne c'est au tour du Portugal mais qui ce dernier l'a adapté : « Rebelde Way » et dont le groupe se nomme « RBL ». La série est diffusée sur l'une des chaines privées portugaise "SIC".
Avec toujours les 4 protagonistes: Pedro Silva Lobo (Tiago Barroso), Lisa Scott (Joana Alvarenga), Manuel Guerreiro (Nélson Antunes), Mia Rossi (Joana Anes).

## Discographie
- Señales (2002)
- Tiempo (2003)
- Memoria (2004)
- El disco de Rebelde Way (2006)
- Vuelvo (2021)